# Alexandre Braun

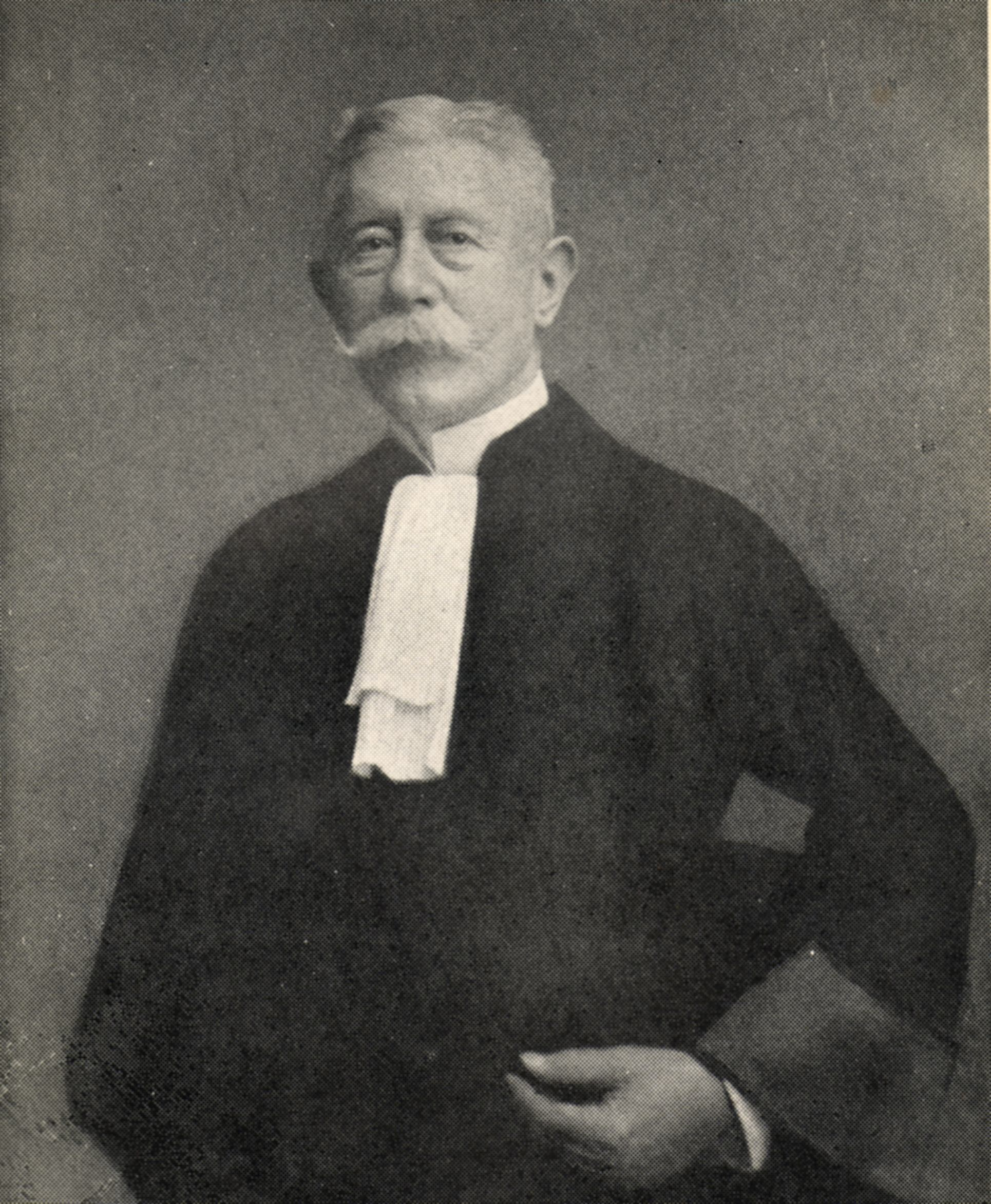
Alexandre Braun.

Conrad Alexandre Braun (Nijvel, 7 juni 1847 – Brussel, 30 maart 1935) was een Belgisch politicus voor de Katholieke Partij en jurist.

## Biografie
Alexandre Braun was een telg uit het geslacht Braun en de zoon van Thomas Braun, een uit Duitsland afkomstige pedagoog en normaalschooldirecteur in Nijvel, en Franziska Horst.
Hij trouwde in 1875 in Brussel met Stéphanie Marcq (1857-1944). Ze kregen twaalf kinderen, onder wie 
- Thomas Braun (1876-1961), advocaat en dichter.
- Henri Braun (1881-1980), monnik van de abdij van Maredsous en architect.
- Ida Braun (1891-1926), trouwde met baron Paul de Sadeleer (1887-1973), advocaat bij het hof van beroep in Brussel, burgemeester van Haaltert en provincieraadslid van Oost-Vlaanderen, zoon van Louis De Sadeleer. Ze kregen vier zoons en twee dochters, met afstammelingen tot heden. Ze waren de schoonouders van jhr. André de Walque.
- Antoine Braun (1893-1980), dominicaan, theoloog en rector van de Universiteit van Fribourg.
- Philomène Braun (1899-1986), trouwde met Albert Nyssens (1898-1978), advocaat, neef van Albert Nyssens.

Emile Braun, burgemeester van Gent en volksvertegenwoordiger, was zijn broer.
Hij was lid van K.A.V. Lovania Leuven.

## Advocaat

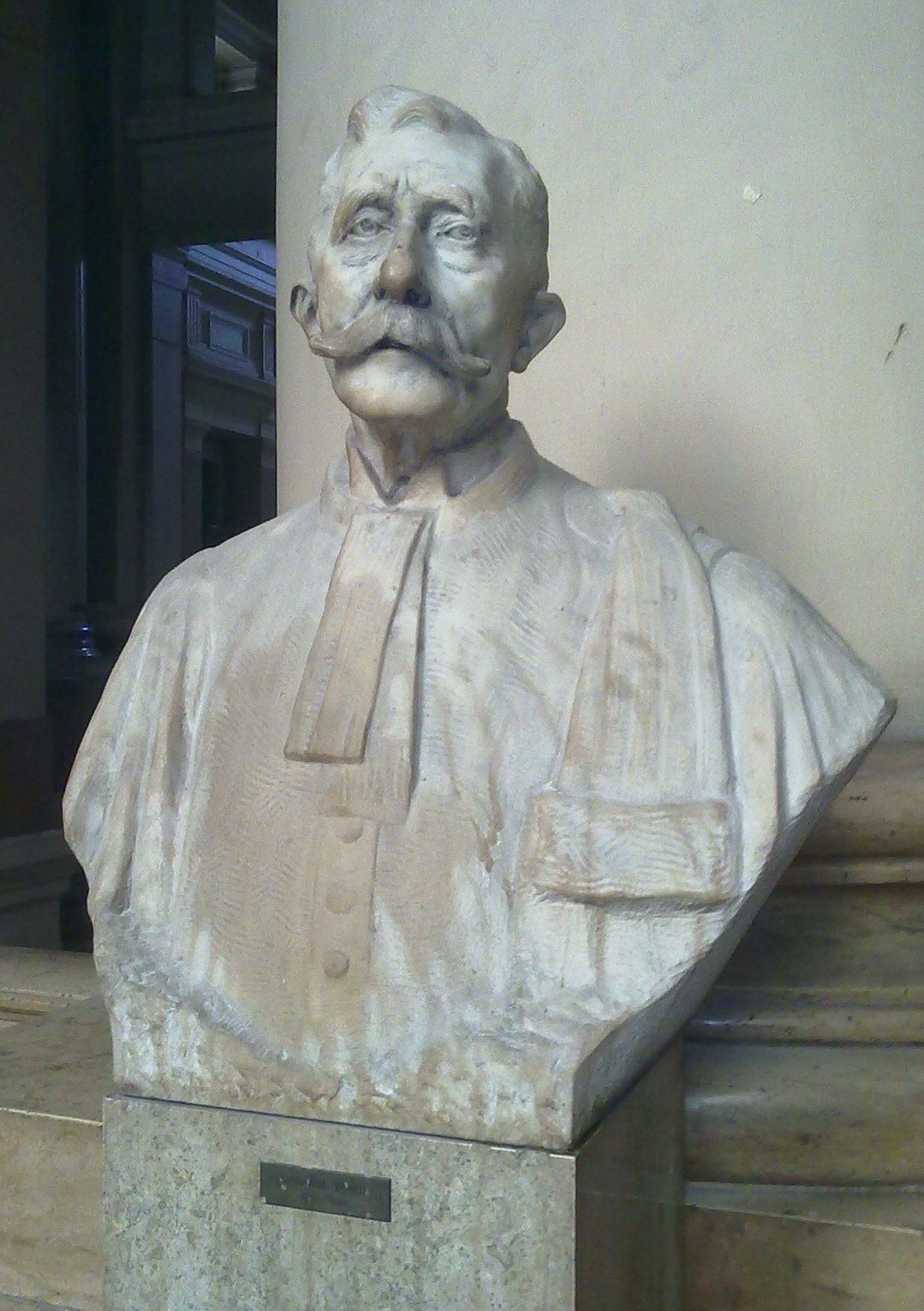
Buste van Alexandre Braun in het Justitiepaleis van Brussel.

Doctor in de rechten van de Universiteit van Luik, was Braun ook beursstudent aan de universiteiten van Berlijn en Heidelberg. Hij werd advocaat en specialiseerde zich vooral in de merkenwetgeving.
Hij was lid van de Raad van de Orde van 1889 tot 1898 en van 1904 tot 1907. Hij was een promotor in 1886 van de Federatie van advocaten in België en werd er in 1892 voorzitter van. Hij was stafhouder van de Brusselse balie van 1893 tot 1895. Hij eindigde zijn carrière in 1929.
Braun was juridisch raadgever van de Duitse ambassade in Brussel. Bij het uitbreken van de oorlog op 5 augustus 1914 verbrak hij alle banden.
Hij verdedigde Belgen, tijdens de Eerste Wereldoorlog, voor het Duitse krijgsgerecht. Zo verdedigde hij de priester en latere kardinaal Jozef Cardijn die beschuldigd werd van patriottisme. Uiteindelijk kreeg Cardijn een gevangenisstraf van 13 maanden en een boete van 150 mark.

## Politiek
Op latere leeftijd ging Braun ook in de politiek.
In 1892 was hij medestichter en ondervoorzitter van de Ligue Nationale pour le suffrage universel et la représentation proportionnelle. Hij stichtte ook de 'Cercle Léon XIII', een discussiegroep die zich inspireerde op de encyclieken van de paus. In 1902 stichtte hij de vennootschap Patria, zetel van de katholieke partij in Brussel, die achtereenvolgens gevestigd was in de Parksteeg, de rue du Parchemin, de Ursulinenstraat en uiteindelijk de Broekstraat. Hij behoorde tot de groep die onder de leiding van Jules Renkin en Henry Carton de Wiart de sociaaldemocratische vleugel ging vormen binnen de katholieke partij. In 1895 trad hij, samen met de twee eerstgenoemden op als advocaat voor de krant 'La Justice sociale', die de verdediging had op zich genomen van hun collega in het parlement, priester Adolf Daens.
Tussen 1900 en 1929 was hij senator voor het arrondissement Brussel en was een van de voorname tenoren van de katholieke partij. Hij werd voorzitter van de Commissie voor Justitie. In 1925 werd hij benoemd tot minister van Staat, wat eerder uitzonderlijk was voor iemand die nooit in een regering had gezeteld.
De parlementaire activiteiten die hij ontplooide, hadden vooral betrekking op:
- de burgerlijke rechtspersoonlijkheid voor de universiteiten van Brussel en Leuven 1911)
- de kinderbescherming (1912)
- de kansspelen en casino's
- de rechten en plichten van de gehuwden
- de verenigingen zonder winstoogmerk (1921)

## Publicaties
- Quinze jours aux Bords du Rhin. Impressions d'un touriste, Liège, Dessain, 1867.
- L'Âme, ses facultés et ses principales opérations, Liège, Dessain, 1869.
- Chacun à sa place. Proverbe en un acte, Bruxelles, Parent, 1870.
- Traité des marques de fabrique et de commerce, Bruxelles 1880
- Des droits des étrangers en Belgique en matière de marques de fabrique et de commerce et de nom commercial, Journal du droit international pr., 1881.
- Nouveau Traité des marques de fabrique et de commerce Bruxelles et Paris, 1880, 768 p.
- Traité pratique du droit civil allemand, Avec Th.-M.Hegener & Em. Ver Hees Bruxelles-Bruylant & Paris Marescq, 1893.
- La loi sur la milice du 14 décembre 1902, in: Revue catholique de droit, Louvain, 1902.
- Les marques de fabrique et de commerce, Thomas Braun, Albert Capitaine, Alexandre Braun, Bruxelles, Bruylant et Paris, Librairie générale de Droit et de Jurisprudence, 1908.
- Succession de S. M. Léopold II. Plaidoirie pour le baron Auguste Goffinet, Bruxelles, 1911,
- Étude sur la garantie du vendeur en matière d'objets d'art
- Étude sur la responsabilité civile en cas d'accident
- Pages intimes 1914-1918, recueil de poèmes, Vromant, Bruxelles, 1918.
- Pages intimes 7 juin 1927, recueil de poèmes, Vromant, Bruxelles, 1927.